# Resurrecció de Llàtzer (Caravaggio)
La Resurrecció de Llàtzer és una obra del pintor italià Caravaggio. Es tracta d'un olis obre tela de 380 × 270 cm que aquest artista realitzà el 1609, a Mesina sota la protecció de la família Lazzari. Actualment es pot visitar al Museu Nacional de Messina.

## Tema
Caravaggio representa en aquesta obra el miracle més espectacular de Jesús. Després de ser sol·licitat per les germanes del difunt, Crist es dirigí al sepulcre de Llàtzer, que feia quatre dies que estava mort. L'artista italià pinta aquí el moment precís en què crida al cos inert de Llàtzer perquè desperti. Per això el cos encara resta rígid, i les mans comencen a expressar moviment.

## Els personatges
1. A la part esquerra de la representació trobem a Crist, figura central de la religió cristiana. L'escena representa el moment en què ell insta al difunt Llàtzer a despertar de la mort. Amb la mà, apuntant amb el dit índex, senyala a qui ha de reviure.
2. Ocupant la part central de l'obra veiem a Llàtzer, personatge evangèlic, germà de Maria i Marta, amic de Jesús. Aquí presenciem el moment precís en què Llàtzer ha de ser ressuscitat per Jesús, després d'estar quatre dies mort. El cos encara resta inert, però els braços del difunt comencen a mostrar moviment, la mà dreta s'alça amunt. El cos de Llàtzer es presenta en diagonal, amb un braç penjant, el cap endarrere i les cames creuades, equiparant-lo a la figura de Crist, i la figura de la germana es relaciona directament a la de la Verge de la Pietat
3. La dona més a la vora de Llàtzer és Marta, la seva germana. Destrossada per la mort del seu germà, s'apropa al seu cos inert expressant el dolor de la pèrdua. Amb la mirada fixada a Llàtzer sembla que no hagi vist la figura de Crist.
4. La segona dona que resta a la vora de Llàtzer és Maria, la seva germana. Desconsolada per la mort del seu germà, el mira fixament, sense notar la presència de Jesús. El cap baix sembla mostrar l'abatiment i el dolor per la mort del seu germà.
5. L'home que subjecta a Llàtzer sembla l'autoretrat del mateix Caravaggio. Els trets del personatge, el cabell curt fosc, la barba i el bigoti, el front baix... semblen respondre a la descripció del pintor i coincidir amb altres pintures on l'autor es va retratar.

## Llum i foscor
L'obra es veu sotmesa al gran espai superior que, com un personatge més, pren rellevància com si peses més allò fosc, no pintat, que la pròpia representació; allò implícit sobre allò explícit. Les figures, sorgint de la foscor, es retallen nítidament, com si en el joc entre llums i ombres sols s'imposessin els elements essencials del drama. Aquest pràctica lumínica permet a Caravaggio augmentar la presència física dels seus personatges, monumentals i corporis, apropant-los a l'espectador, que serà partícip, també, de l'escena. El pintor porta les figures a un primer pla, fent desaparèixer la naturalesa i els elements d'ambientació que puguin distreure deixant-los ocults en les tenebres en favor de tractaments més globals. La representació caravaggiesca de la resurrecció de Llàtzer es veu submergida en un univers tenebrista d'ombres, dins d'un espai lúgubre i melancòlic.

## Expressions
Les cares, els gestos, dels personatges pintats a la Resurrecció de Llàtzer, tenen una força inusual, feridora. No ens trobem davant d'un quadre on les proporcions destaquen la bellesa, quasi irreal, de les figures i els elements presents, sinó tot el contrari. Cares arrugades, expressions plenes de dolor, mirades tristes, desesperades... conformen l'escena devota representada aquí. La bellesa que tenim al davant és colpidora, no perquè segueixi uns cànons clàssics, sinó perquè representen la vida mateixa. No som perfectes, més aviat mundans, arrugats, sotmesos al pas del temps i la vida... la lleugeresa inevitable de la humanitat és reflectida per Caravaggio a través dels seus personatges.

## Context
El barroc va ser una època culturalment esteticista i lúdica, escenogràfica i complexa, excessiva i variada, críptica i fanàtica, científica i experimental, clàssica i anticlàstica i sobretot, internacional. Fruit del desengany del moment, el barroc estava estretament relacionat amb el pessimisme, buscava en allò somiat allò que la realitat li privava. Es potenciava tot allò sobrenatural a través de la religió, fent de la salvació eterna un mètode de vida. La pintura plasmava de forma admirable les idees abstractes com ara l'abraçada mística, la Immaculada o l'apoteosi. També s'intentava idealitzar, perfeccionar el model real, però sense apartar-se d'ell.
El caràcter efímer característic de la cultura barroca anava lligat a la dicotomia vida-mort de l'existència humana: allò passatger s'oposava a allò perenne. En la pintura i l'escultura veiem aquest plantejament en dos aspectes. En primer lloc, es pretenia plasmar un instant en el seu moment just, però al mateix temps també es pressuposava un abans i un després. A través de les accions, les mirades, els elements de la imatge es fugia d'allò totèmic i individual per potenciar allò col·lectiu. En segon lloc, els materials que s'utilitzaven per a realitzar moltes de les obres eren peribles, fet justificat per la seva economia i immediatesa, cosa que reflecteix el moment crític de la societat de l'època.